# Nola medialis
Nola medialis är en fjärilsart som beskrevs av De Toulgoët 1961. Nola medialis ingår i släktet Nola och familjen trågspinnare. Inga underarter finns listade i Catalogue of Life.